# Ryan Hreljac
Ryan Hreljac es un activista canadiense conocido por haber fundado la Ryan's Well Foundation (Fundación Pozo de Ryan), una organización benéfica dedicada a proporcionar agua potable y saneamiento a comunidades de países en desarrollo.

## Infancia y comienzos
A los seis años, mientras asistía a una clase en la escuela primaria en Kemptville, Ontario, Hreljac aprendió sobre la crisis mundial del agua. Motivado por la lección, comenzó a realizar tareas domésticas para recaudar dinero, logrando juntar 70 dólares en cuatro meses. Con el tiempo, alcanzó los 2.000 dólares canadienses, suficientes para construir un pozo en Uganda, cerca de la escuela pública Angolo. 
Durante su visita a Uganda en el año 2000, conoció a su amigo por correspondencia, Jimmy Akana, quien había sido afectado por la guerra civil en Uganda y luego fue adoptado por la familia Hreljac.)

## Fundación Pozo de Ryan
En 2001, Hreljac fundó la Ryan's Well Foundation, registrada en Canadá, para expandir su misión de llevar agua potable y educación sobre saneamiento a comunidades necesitadas. La fundación ha trabajado en África, América Central y Asia del Sur, beneficiando a más de 1,5 millones de personas mediante más de 1.700 proyectos de agua y 1.300 proyectos de saneamiento.
La fundación colabora con organizaciones como Rotary Clubs y agencias gubernamentales como la Agencia Canadiense para el Desarrollo Internacional, y ha contado con el apoyo de figuras como Matt Damon, Oprah Winfrey, Jane Goodall y el príncipe Carlos.

## Trayectoria y reconocimientos
Hreljac ha recibido múltiples premios, incluyendo ser la persona más joven en obtener la Orden de Ontario. Se ha presentado en medios internacionales como The Oprah Winfrey Show y ha dado conferencias en países como Brasil, México, Catar y Argentina.
Desde 2019, ocupa el cargo de director ejecutivo de su fundación, desde donde continúa promoviendo el acceso universal al agua potable y la educación sobre higiene y saneamiento.